# Monomorium santschii
Monomorium santschii är en myrart som först beskrevs av Auguste-Henri Forel 1905.  Monomorium santschii ingår i släktet Monomorium och familjen myror. IUCN kategoriserar arten globalt som sårbar. Inga underarter finns listade i Catalogue of Life.